# Joquicingo, Ocoyoacac
Joquicingo är en ort i kommunen Ocoyoacac i delstaten Mexiko i Mexiko. Samhället hade 98 invånare vid folkräkningen år 2020.